# 스카이 마일 타워
스카이 마일 타워는 일본 도쿄도에 계획된 마천루이다. 이 제안된 건물의 높이는 1,700 미터 (5,600 ft)이다.
이 탑의 디자인은 콘 페더슨 폭스사와 레슬리 E. 로버슨사가 연구 및 개발 목적으로 넥스트 도쿄 2045라는 프로젝트의 일부이다.
스카이 마일 타워는 도쿄만의 매립지 제도에 건설될 예정이다. 스카이 마일 타워를 중심으로 하는 이 재생 프로젝트는 "넥스트 도쿄"로 불린다. 이 건물은 약 55,000명의 사람들이 거주할 수 있도록 설계되었으며 1,700m(5,577피트) 높이가 될 것으로 계획되어 있다.
넥스트 도쿄의 대표들은 도쿄만의 새로운 프로젝트 제안이 통과되면 프로젝트 건설 비용을 지불할 수 있다고 한다.

## 같이 보기
- 일본의 마천루 목록
- 도쿄도의 마천루 목록
- 100층 이상의 마천루 목록
- 미래의 마천루 목록
- 제안된 마천루 목록